# David Lawson (cầu thủ bóng đá)
David Lawson (sinh ngày 22 tháng 12 năm 1947 ở Wallsend, Anh) là một cựu cầu thủ bóng đá thi đấu ở vị trí thủ môn trong các thập niên 1960, 1970 và 1980.